# Coenotephria parvularia
Coenotephria parvularia là một loài bướm đêm trong họ Geometridae.